# Čtyři dny v Dunkerku
Čtyři dny v Dunkerku je etapový cyklistický závod konaný v regionu Nord-Pas-de-Calais ve Francii. I přes své jméno je závod od roku 1963, kdy byla přidána individuální časovka, konán v pěti nebo šestidenním formátu. Od roku 2005 se konal na úrovni 2.HC v rámci UCI Europe Tour. V roce 2020 se stal součástí nově vzniklé UCI ProSeries. Ročníky 2020 a 2021 byly zrušeny kvůli probíhající pandemii covidu-19.

## Seznam vítězů

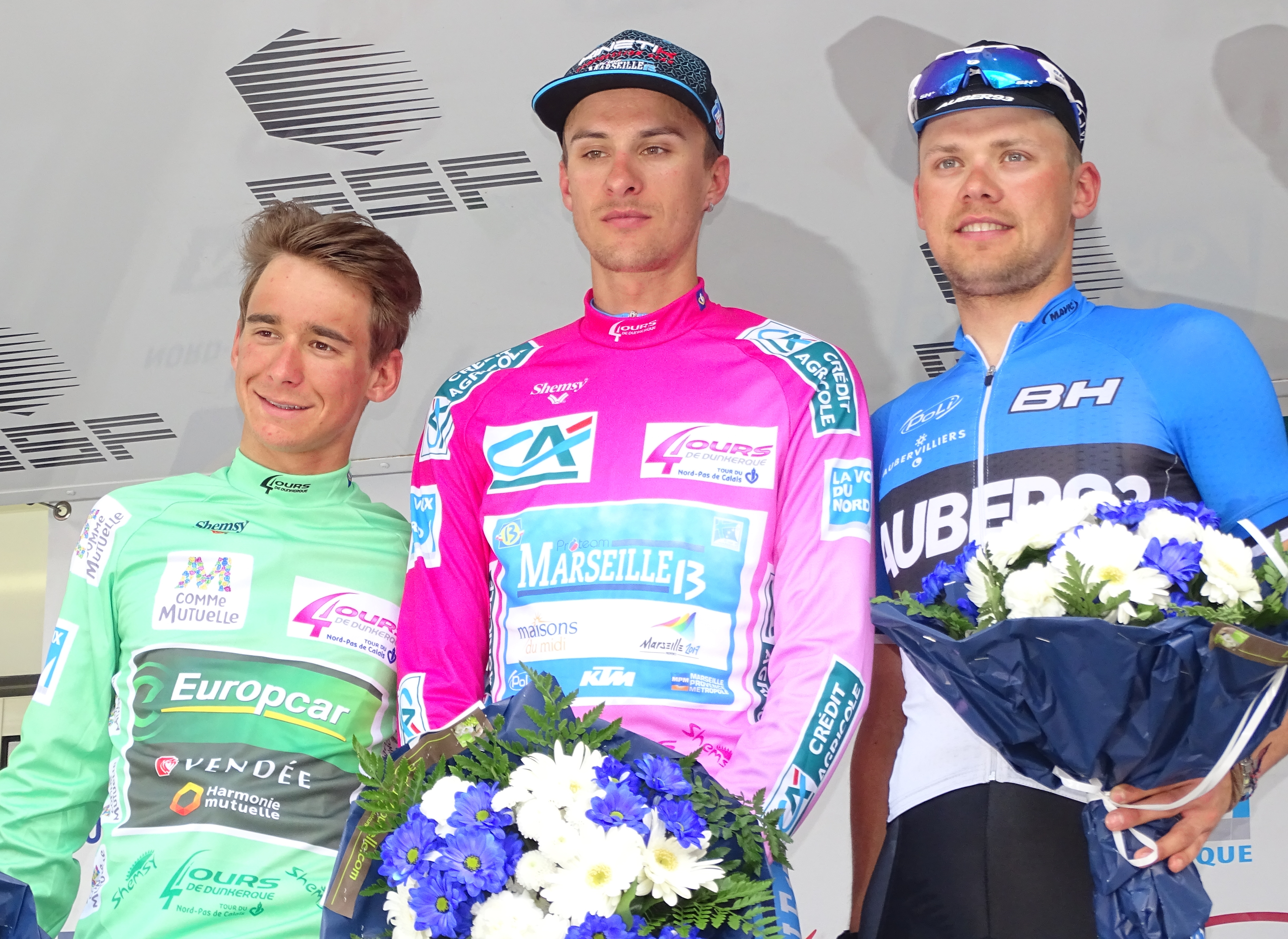
Pódium ročníku 2015

| Rok  | Země                               | Jezdec                             | Tým                                     |
| ---- | ---------------------------------- | ---------------------------------- | --------------------------------------- |
| 1955 | Francie                            | Louis Déprez                       | Ryssel–Wolber                           |
| 1956 | Belgie                             | Jean Adriaensens                   | Mercier–BP–Hutchinson                   |
| 1957 | Belgie                             | Joseph Planckaert                  | Peugeot–BP–Dunlop                       |
| 1958 | Francie                            | Jacques Anquetil                   | Helyett-Hutchinson                      |
| 1959 | Francie                            | Jacques Anquetil                   | Helyett–Fynsec                          |
| 1960 | Belgie                             | Joseph Planckaert                  | Wiel's–Flandria                         |
| 1961 | Nizozemsko                         | Ab Geldermans                      | Saint Raphaël–R. Geminiani              |
| 1962 | Francie                            | Joseph Groussard                   | Pelforth–Sauvage–Lejeune                |
| 1963 | Belgie                             | Joseph Planckaert                  | Faema–Flandria                          |
| 1964 | Belgie                             | Gilbert Desmet                     | Wiel's–Groene Leeuw                     |
| 1965 | Belgie                             | Gustaaf De Smet                    | Wiel's–Groene Leeuw                     |
| 1966 | Belgie                             | Theo Mertens                       | Peugeot–BP–Michelin                     |
| 1967 | Francie                            | Lucien Aimar                       | Bic                                     |
| 1968 | Francie                            | Jean Jourden                       | Frimatic–Wolber–De Gribaldy             |
| 1969 | Francie                            | Alain Vasseur                      | Bic                                     |
| 1970 | Belgie                             | Willy Van Neste                    | Mann–Grundig                            |
| 1971 | Belgie                             | Roger De Vlaeminck                 | Flandria–Mars                           |
| 1972 | Francie                            | Yves Hézard                        | Sonolor–Lejeune                         |
| 1973 | Belgie                             | Freddy Maertens                    | Flandria–Carpenter–Shimano              |
| 1974 | Belgie                             | Walter Godefroot                   | Carpenter–Confortluxe–Flandria          |
| 1975 | Belgie                             | Freddy Maertens                    | Carpenter–Confortluxe–Flandria          |
| 1976 | Belgie                             | Freddy Maertens                    | Flandria–Velda–West Vlaams Vleesbedrijf |
| 1977 | Nizozemsko                         | Gerrie Knetemann                   | TI–Raleigh                              |
| 1978 | Belgie                             | Freddy Maertens                    | Flandria–Velda–Lano                     |
| 1979 | Belgie                             | Daniel Willems                     | IJsboerke–Warncke Eis                   |
| 1980 | Belgie                             | Jean-Luc Vandenbroucke             | La Redoute–Motobécane                   |
| 1981 | Nizozemsko                         | Bert Oosterbosch                   | TI–Raleigh                              |
| 1982 | Belgie                             | Frank Hoste                        | TI–Raleigh                              |
| 1983 | Nizozemsko                         | Leo van Vliet                      | TI–Raleigh                              |
| 1984 | Francie                            | Bernard Hinault                    | La Vie Claire                           |
| 1985 | Belgie                             | Jean-Luc Vandenbroucke             | La Redoute                              |
| 1986 | Belgie                             | Dirk De Wolf                       | Hitachi–Splendor                        |
| 1987 | Belgie                             | Herman Frison                      | Roland–Skala                            |
| 1988 | Francie                            | Pascal Poisson                     | Toshiba                                 |
| 1989 | Francie                            | Charly Mottet                      | RMO                                     |
| 1990 | Irsko                              | Stephen Roche                      | Histor–Sigma                            |
| 1991 | Francie                            | Charly Mottet                      | RMO                                     |
| 1992 | Německo                            | Olaf Ludwig                        | Panasonic–Sportlife                     |
| 1993 | Francie                            | Laurent Desbiens                   | Castorama                               |
| 1994 | Francie                            | Eddy Seigneur                      | GAN                                     |
| 1995 | Belgie                             | Johan Museeuw                      | Mapei–GB–Latexco                        |
| 1996 | Francie                            | Philippe Gaumont                   | GAN                                     |
| 1997 | Belgie                             | Johan Museeuw                      | Mapei–GB                                |
| 1998 | Kazachstán                         | Alexandr Vinokurov                 | Casino–Ag2r                             |
| 1999 | Dánsko                             | Michael Sandstød                   | home–Jack & Jones                       |
| 2000 | Švédsko                            | Martin Rittsel                     | Memory Card–Jack & Jones                |
| 2001 | Francie                            | Didier Rous                        | Bonjour                                 |
| 2002 | Francie                            | Sylvain Chavanel                   | Bonjour                                 |
| 2003 | Francie                            | Christophe Moreau                  | Crédit Agricole                         |
| 2004 | Francie                            | Sylvain Chavanel                   | Brioches La Boulangère                  |
| 2005 | Francie                            | Pierrick Fédrigo                   | Bouygues Télécom                        |
| 2006 | Itálie                             | Roberto Petito                     | Team Tenax–Salmilano                    |
| 2007 | Francie                            | Mathieu Ladagnous                  | Française des Jeux                      |
| 2008 | Francie                            | Stéphane Augé                      | Cofidis                                 |
| 2009 | Portugalsko                        | Rui Costa                          | Caisse d'Epargne                        |
| 2010 | Švýcarsko                          | Martin Elmiger                     | Ag2r–La Mondiale                        |
| 2011 | Francie                            | Thomas Voeckler                    | Team Europcar                           |
| 2012 | Francie                            | Jimmy Engoulvent                   | Saur–Sojasun                            |
| 2013 | Francie                            | Arnaud Démare                      | FDJ.fr                                  |
| 2014 | Francie                            | Arnaud Démare                      | FDJ.fr                                  |
| 2015 | Litva                              | Ignatas Konovalovas                | Team Marseille 13 KTM                   |
| 2016 | Francie                            | Bryan Coquard                      | Direct Énergie                          |
| 2017 | Francie                            | Clément Venturini                  | Cofidis                                 |
| 2018 | Belgie                             | Dimitri Claeys                     | Cofidis                                 |
| 2019 | Nizozemsko                         | Mike Teunissen                     | Team Jumbo–Visma                        |
| 2020 | Nejelo se kvůli pandemii covidu-19 | Nejelo se kvůli pandemii covidu-19 | Nejelo se kvůli pandemii covidu-19      |
| 2021 | Nejelo se kvůli pandemii covidu-19 | Nejelo se kvůli pandemii covidu-19 | Nejelo se kvůli pandemii covidu-19      |
| 2022 | Belgie                             | Philippe Gilbert                   | Lotto–Soudal                            |
| 2023 | Francie                            | Romain Grégoire                    | Groupama–FDJ                            |
| 2024 | Irsko                              | Sam Bennett                        | Decathlon–AG2R La Mondiale              |
| 2025 | Spojené království                 | Samuel Watson                      | Ineos Grenadiers                        |

### Vícenásobní vítězové
Závodníci psaní kurzívou jsou stále aktivní
| Vítězství | Jezdec                       | Ročníky                |
| --------- | ---------------------------- | ---------------------- |
| 4         | Freddy Maertens (BEL)        | 1973, 1975, 1976, 1978 |
| 3         | Jef Planckaert (BEL)         | 1957, 1960, 1963       |
| 2         | Jacques Anquetil (FRA)       | 1958, 1959             |
| 2         | Jean-Luc Vandenbroucke (BEL) | 1980, 1985             |
| 2         | Charly Mottet (FRA)          | 1989, 1991             |
| 2         | Johan Museeuw (BEL)          | 1995, 1997             |
| 2         | Sylvain Chavanel (FRA)       | 2002, 2004             |
| 2         | Arnaud Démare (FRA)          | 2013, 2014             |

### Vítězství dle zemí
| Vítězství | Země                                                                                            |
| --------- | ----------------------------------------------------------------------------------------------- |
| 29        | Francie                                                                                         |
| 22        | Belgie                                                                                          |
| 5         | Nizozemsko                                                                                      |
| 2         | Irsko                                                                                           |
| 1         | Dánsko, Německo, Itálie, Kazachstán, Litva, Portugalsko, Spojené království, Švédsko, Švýcarsko |